# Геофилы
Геофилы (от греч. γέω — «земля»; греч. φιλία — «любовь») (лат. Geophilomorpha) — один из самых разнообразных отрядов губоногих многоножек, насчитывающий более 1200 видов.

## Описание
Усики 14-сегментные. Большинство представителей достигает в длину не более 5 см. Тело лентообразное, обычно от жёлтого до коричневого цвета.
Количество пар ног варьирует от 27 до 191. Размеры от 1 до 22 см.

## Экология и местообитания
Этот отряд состоит из многоножек, живущих в земле. Часто могут зарываться на 70 см в глубину. Геофилы — подземные хищники, питающиеся мелкими беспозвоночными: от клещиков до червей.
Встречаются светящиеся виды, а при свете берберского геофила (Orya barbarica) даже можно читать.

## Систематика
Отряд включает 13—16 семейств, в зависимости от принимаемого таксономического объёма. Древнейшие находки ископаемых геофилов происходят из отложений верхней юры Германии.